# Lipton Kup
Lipton Kup ili (eng.Lipton Challenge Cup) je nogometno natjecanje između klubova iz Južne Italije i Sicilije. Igralo se je tijekom 1.svjetskog rata, kada se je nogomet u raznim državama tek razvijao.

## Povijest
Natjecanje je organizirao Sir Thomas Lipton, svijetu poznat po brendu Lipton Tea.
U finalima su se često susretale ove dvije momčadi Palermo i Naples FBC, ali često su Messina FC i U.S. Internazionale Napoli bile opasne po ostale momčadi.

## Pobjednici
| Godina | Pobjednik     | Finalist                   | Rezultat |
| 1909.  | S.S.C. Napoli | Palermo                    | 4:2      |
| 1910.  | Palermo       | S.S.C. Napoli              | 4:1      |
| 1911.  | S.S.C. Napoli | Palermo                    | 2:1      |
| 1912.  | Palermo       | S.S.C. Napoli              | 6:0      |
| 1913.  | Palermo       | U.S. Internazionale Napoli | 5:0      |
| 1914.  | S.S.C. Napoli | Palermo                    | 2:1      |